# La prima notte del lupo mannaro e altri racconti
La prima notte del lupo mannaro e altri racconti (More Tales to Give You Goosebumps) è la quarta raccolta di racconti brevi appartenente della serie horror per ragazzi Piccoli brividi, scritta da R. L. Stine. I racconti sono tutti a tema estivo. Insieme alla raccolta era allegato un blocchetto contenente 24 cartoline ritraenti le copertine di altri romanzi della serie.

## Struttura
Questa raccolta è costituita da dieci racconti brevi a tema estivo. Quasi tutte le storie, inoltre, sono ambientate durante le vacanze oppure in un campeggio.

### La prima notte del lupo mannaro (The Werewolf's First Night)
Il dodicenne Brian e i suoi genitori sono diretti al Lago del Tuono, dov'è presente un campeggio per famiglie. Brian, conscio del fatto che al campeggio del Lago del Tuono girano strane storie di sparizioni e di lupi mannari, ha paura di passare le vacanze in quel posto, e tale paura si acuisce nel vedere tre quindicenni del gruppo giovani, Don, Phil e Jake, comportarsi in maniera strana, facendogli intendere di essere in realtà dei lupi mannari. Una sera, infatti, Brian nota Phil (caratterizzato dalla maglietta rossa dei Bulls) correre velocemente nella foresta e, un'altra sera ancora, vede Jake inginocchiarsi sulla sabbia alla Luna e ululare dopo un falò. Poco dopo, inoltre, Brian nota anche Kevin, un suo timido e introverso coetaneo, con del sangue sulle labbra intento a mangiare quella che sembrerebbe della carne cruda. Il protagonista riferisce tutto ai genitori, cercando di evitare l'escursione nel bosco prevista proprio in una notte di Luna piena, ma questi non gli credono, suggerendogli invece di non badare a quelli che, secondo loro, sono dei semplici dispetti attuati dai ragazzi più grandi per spaventarlo. Quella sera, nella tenda, Brian vede i suoi quattro amici trasformarsi in lupi mannari ma, quando questi gli si avvicinano, egli scopre che in realtà gli avevano semplicemente teso uno scherzo, essendosi travestiti da mostri e avendo inscenato la loro doppia natura mostruosa. Tutto sembra essersi risolto fino a quando Brian, uscito dalla tenda, si tramuta inaspettatamente in un lupo mannaro. I quattro ragazzi, inorriditi e sconvolti, fuggono via e Brian li insegue, desideroso di ucciderli e divorarli.

### P.S. Non rispondere (P.S. Don't Write Back)
David Stevenson sta passando una piacevole estate nel campeggio di Timber Hills Lake, insospettendosi tuttavia del fatto che i suoi genitori non gli abbiano ancora mandato una singola lettera. Due giorni dopo, finalmente, David riceve una lettera dai suoi genitori che dice che non verranno alla visita dei parenti, manca a sua sorella e gli ordinano, nel post scriptum, di non rispondere a tale lettera. David rimane sbigottito dinanzi a tale lettera per il fatto che i suoi genitori gli avevano promesso che sarebbero andati a trovarlo durante il giorno di visita e che sua sorella maggiore, Carly, era invece felice che lui fosse partito, senza contare il misterioso post scriptum in cui gli avevano scritto di non rispondere, dato che loro avrebbero volentieri gradito una sua risposta. Nella successiva lettera, gli viene detto sempre di non rispondere nel post scriptum e che andrà a vivere con il suo prozio John, un ottantasettenne che vive in un ospizio. Sempre più sconvolto, David trova vicino al suo letto una busta recante il suo nome e cognome ma con la scritta "Timber Lane Hills", un campeggio limitrofo a quello dove si trova lui attualmente. Convinto di un malinteso da parte delle poste, David prende una barca e si reca al campeggio limitrofo, sperando di trovare il suo omonimo per consegnarle le lettere e riceve in cambio le sue. Una volta giunto là, David nota che l'atmosfera nel campeggio è desolata e oscura, e quando giunge al bungalow del suo omonimo vi trova un ragazzo magrissimo e pallido che lo caccia via in malo modo. Una volta fuori dal bungalow, un altro ragazzo pallido e scheletrico lo prende e lo trascina verso un grande falò, dove altri ragazzi macilenti vi ci sono stretti attorno, e cerca di buttarlo tra le fiamme ma David riesce a fuggire via, tornando al suo campeggio. Una volta nel suo bungalow, David racconta l'accaduto a Sam, il direttore del suo campeggio, il quale lo informa che effettivamente esiste un campeggio Timber Lane Hills ma che è andato distrutto in un incendio una trentina di anni fa. Guardando poi la busta della lettera, David nota la data 10 luglio 1964 sul francobollo.

### Acqua fresca (Something Fishy)
Eric sta passando un'estate incredibilmente afosa e torrida in casa sua, mentre tutti i suoi amici sono partiti per le vacanze, e si consola guardando i pesci sguazzare liberi nel suo acquario, desiderano fortemente di stare al posto loro vista la tremenda afa. Nei giorni successivi, per ammazzare il tempo, il ragazzo compra diversi accessori per il suo acquario e, una notte, rimane ad osservarlo, per poi creare senza volerlo degli otto con un dito sulla superficie dell'acqua, cinque volte in senso orario e cinque in quello antiorario: a quel punto, senza un motivo, il ragazzo si ritrova catapultato nell'acquario, con le dimensioni del suo corpo notevolmente ridotte e in grado di respirare senza le branchie. Dopo aver nuotato un po' con i suoi pesci, egli rischia di essere mangiato da uno di essi, ma si salva incredibilmente colpendolo con la spada di plastica del sommozzatore (uno degli accessori dell'acquario). La madre e Sarah (la sorella di Eric), entrando in camera sua, notano il pesce morto e lo prendono col retino, senza accorgersi che Eric vi si è a sua volta aggrappato sopra. La madre, a quel punto, sta per gettare il pesce morto nel water ma Eric, pensando di essere asciutto, ritorna alle sue dimensioni normali, salvandosi. Il giorno dopo, desideroso di ripetere l'esperienza, Eric compra della ghiaia per separare l'acquario in due zone ben distinte, una per sé e una per i suoi pesci, così da evitare di venir mangiato da loro. Una volta nell'acquario, però, Eric nota sua madre infilare due pesci siamesi combattenti proprio nella parte che il ragazzo aveva creato per lui, convinta che egli avesse creato quell'area apposta per i due nuovi arrivati.

### Dovete credermi! (You Gotta Believe Me!)
Stanley è un dodicenne appassionato di fantascienza, convinto di aver visto innumerevoli volte UFO e oggetti volanti non identificati nel cielo. Il ragazzino, ovviamente, non viene mai creduto né dalla sua famiglia (i suoi genitori sono due hippies) né dai suoi migliori amici Robbie e Melanie e tanto meno dalla polizia. Una notte, non riuscendo a prendere sonno, il ragazzo osserva il cielo e nota una gigantesca astronave adagiarsi sul campo di grano del signor Fibbles, un antipatico anziano odiato da tutto il vicinato. Recatosi sul luogo dell'atterraggio, Stanley nota un grande cerchio nel grano ancora caldo ma viene cacciato in malo modo da Fibbles. Il giorno dopo, ovviamente, il ragazzo racconta ciò che ha visto ma non viene creduto da nessuno e così, armato di macchina fotografica di suo padre, si reca nuovamente nel campo del signor Fibbles la notte seguente, vedendo nuovamente l'astronave e i suoi occupanti, degli esseri mostruosi dotati di sei gambe, quattro braccia (di cui due dietro la schiena) e tentacoli sulla testa, i quali progettano di soggiogare il genere umano grazie alla televisione (hanno infatti imparato le varie lingue terrestri grazie ai satelliti in orbita e come gestire le telecomunicazioni). Stanley, tuttavia, viene scoperto e rapito dagli alieni, i quali cercano di assoggettarlo, e il ragazzo fa loro credere di essere solo il loro controllo mentale (nella sua famiglia la televisione era bandita e di conseguenza essa non ha avuto alcun effetto nefasto su di lui). Riuscito a tornare a casa, il ragazzo non riesce a dimostrare la veridicità delle sue affermazioni, dato che, pur avendo scattato delle foto, ha smarrito la macchina fotografica del padre. Il giorno dopo, allora, visto che nessuno gli crede, Stanley decide di costruire una superficie riflettente mediante una miriade di fogli d'alluminio e, quella sera, dinanzi alla grande astronave aliena, il raggio proveniente da essa per soggiogare il genere umano tramite la televisione viene riflesso dallo specchio di Stanley, e l'astronave prende il volo, sparendo nel cielo. Stanley è sicuro di aver salvato il genere umano ma, anche questa volta, non viene creduto da nessuno, e può solo sperare che gli alieni non ritornino mai più.

### Vermicelli (Suckers!)
La tredicenne Ashley, suo fratello Jack e il loro cugino Greg si trovano in vacanza a Black Island e sono vittime dei continui dispetti dei quattordicenni Alex Pratt e Jimmy Stern, due bulletti che detestano chiunque non sia della loro isola. Un giorno i tre ragazzi trovano un misterioso baule sulla spiaggia e, una volta apertolo, scorgono una strana creatura informe gelatinosa di colore verde scuro che avvolge prima la gamba di Ashley e, poi, attratta da un sacchetto di vermicelli gommosi di Greg (di cui ne è ghiotto), attacca il ragazzo, avvolgendolo pericolosamente. Non avendo più vermicelli di zucchero per fermare il mostro, Ashley e Jack corrono in paese a prenderli (visto che nel bungalow di Greg non ne avevano trovato neanche uno) ma, poco dopo, vengono bloccati da Alex e Jimmy, riuscendo successivamente a raggiungere Greg, che nel frattempo è stato completamente avvolto dal mostro informe. Ashley e Jack riescono, infine, ad attirare grazie ai vermicelli il mostro nel baule, rimettendolo al suo interno. In quel momento, però, arrivano Alex e Jimmy che, notando una busta di vermicelli che sporge dall'estremità del baule chiuso, sono convinti che esso sia pieno zeppo di buste di dolci e lo aprono, sotto lo sguardo di Ashley, Jack e Greg.

### I film del dottor Horror (Dr. Horror's House of Video)
Ben Adam è un grandissimo appassionato di film horror e, di conseguenza, passa intere ore del suo tempo libero a guardarne a centinaia su videocassetta. Durante l'estate viene costretto dalla madre ad uscire di casa per non starvici sempre rinchiuso e, in città, nota un vecchio negozio di videocassette chiamato "I film del dottor Horror" dove fa la conoscenza del proprietario, il dottor Horror appunto, un anziano che sostiene di aver girato quasi tutti i film che possiede nel suo garage con la sua équipe di attori. Costretto dalla madre ad abbandonare quel posto, Ben vi ritorna il giorno successivo e, entrando senza che vi ci fosse nessuno, finisce in una stanza dove viene catturato da un mostro della palude in carne e ossa. Viene poco dopo raggiunto dal dottor Horror, che stava girando il seguito di uno dei suoi film più famosi, che gli propone di partecipare alle riprese come attore. Ben, entusiasta, accetta, scoprendo con orrore poco dopo che tutti i mostri presenti sul set sono reali e che il dottor Horror ha intenzione di farlo mangiare da tutti loro.

### La storia della gatta (The Cat's Tale)
La tredicenne Marla, appena trasferitasi nella città di River Falls, trova in casa sua, un giorno, una piccola gattina nera a cui dà il nome Nebbia. Nei giorni successivi, nonostante le cure amorevoli date all'animale, Marla nota cose strane: la gatta, senza un motivo apparente, si posiziona sul suo volto una notte, cercando di soffocarla. Il giorno dopo, in piscina, Marla ha inspiegabilmente paura dell'acqua e, senza accorgersene, viene raggiunta proprio da Nebbia, la quale la graffia e la fa cadere in piscina. Una volta a casa, la ragazza è desiderosa di mangiare pasticcio di tonno e bere latte, rifiutando il suo piatto preferito, e quella sera, a letto, giurerebbe di aver sentito Nebbia dire "Nove vite, nove vite. Avrò il tuo corpo prima di aver vissuto la nona. La tua vita è mia, e la mia è tua." Quando poi, durante un giro con le sue amiche Melissa e Sarah, Marla riesce a catturare un topo sotto lo sguardo schifato delle ragazze, la protagonista realizza che Nebbia sta cercando di entrare nel suo corpo. A quel punto, tenta di sbarazzarsene lasciandola chiusa in una gabbia dentro un canile ma, incredibilmente, la gatta riappare come se nulla fosse dinanzi casa sua. Allora, dopo averla richiusa in una gabbia, cerca di portarla in campagna ma, fermatasi per prendere una bibita, si accorge che Nebbia è fuggita, venendo poi investita da un camion, morendo. Tutto sembrerebbe essersi risolto ma, quella notte, Marla sente una voce dire "Otto vite, otto vite. Avrò il tuo corpo prima di aver vissuto la ottava. La tua vita è mia, e la mia è tua."

### Conchiglie (Shell Shocker)
La dodicenne Tara Bennett è ossessionata dalle conchiglie, vantandosi continuamente di possederne una gran quantità in una collezione incredibile. Un giorno, mentre è con la sua famiglia sulla spiaggia, suo fratello di otto anni Tommy trova una piccola e bella conchiglia che gli viene subito sottratta dalla sorella, desiderosa di aggiungerla alla sua collezione. Ad un certo punto, però, la ragazza sente una vocina proveniente dalla conchiglia: tale voce le chiede, con tono angoscioso, di portarla in una grotta vicino al mare. Tara, sospettosa, chiede al misterioso interlocutore cos'avrebbe ottenuto in cambio di questo favore, e la vocina le risponde che avrebbe avuto, in cambio, la conchiglia più grande del mondo. Attratta da tale proposta, Tara acconsente e, dopo un lungo tragitto, arriva in un'enorme caverna vicino al mare, seguendo la direzione indicatale dalla vocina nella conchiglia. Ad un certo punto, circondata da una miriade di ragni, la ragazza cade su una serie di rocce aguzze, che si rivelano essere con orrore delle ossa, venendo poi rassicurata dalla vocina che le dice che sono soltanto ossa di grossi pesci trascinate là dalla corrente. Una volta giunta alla fine della caverna, Tara osserva con stupore una conchiglia dalle dimensioni anomale, dalla forma elicoidale e dal colore bianco perlaceo. La ragazza, una volta avvicinatasi, sente la vocina dirle che quella non è solo la conchiglia più grande del mondo ma è bensì la casa del paguro più grande del mondo. Tara, a quel punto, nota con orrore un gigantesco paguro fuoriuscire dalla conchiglia; la ragazza cerca di scappare ma viene prontamente afferrata da una delle mostruose chele del crostaceo. In quel momento, mentre la presa alla vita di Tara aumenta pericolosamente, dalla piccola conchiglia fuoriesce un piccolo paguro che, soddisfatto, comunica a sua madre di aver catturato un altro essere umano per lei.

### L'edera velenosa (Poison Ivy)
Matt è un ragazzo amante della vita in città che viene mandato al campeggio Wilbur dai suoi genitori. Nel suo bungalow ha tree amici, Vinny, Mike e Brad, con quest'ultimo che usa molto dopobarba nonostante la giovane età. Durante la sua permanenza nel campeggio, Matt nota la presenza di una strana edera velenosa in tutto il campeggio, la quale si sta propagando a vista d'occhio in ogni angolo della superficie dei bungalow e dei vari campi, iniziando anche a irritare i vari ragazzi eccetto il protagonista e i suoi amici, che non si permettono minimamente di toccarla. Una sera, poi, l'edera rampicante cerca di entrare nel loro bungalow ma i ragazzi riescono a respingerla e ad ucciderla grazie al dopobarba di Brad, a cui la pianta sembrerebbe essere allergica. Alla fine, però, si rendono conto che tale dopobarba ha attirato una colonna enorme di zanzare simile ad un tornado.

### Lo spirito del plenilunio di settembre (The Spirit of the Harvest Moon)
Jenny e la sua famiglia sono in vacanza in montagna nei pressi di Wood Lake e alloggiano nell'albergo Pine Mountain gestito dalla famiglia Bass. Mentre è in camera sua, prima di andare a dormire, Jenny nota che il signor Bass, il direttore, chiude ogni sera le porte e le finestre delle camere e, quella notte, la protagonista ode una voce lamentosa che le chiede di aprirle la finestra a causa del freddo pungente. Il giorno successivo, la ragazza passa del tempo con Tyler Bass, il figlio del proprietario dell'albergo, un ragazzo strano e solitario, il quale le racconta che una volta, molti anni fa, un visitatore dell'albergo sparì senza far mai più ritorno, e da allora si ritiene che il suo spirito vagherebbe all'esterno dell'albergo Pine Mountain con l'intenzione di entrare in un corpo durante il primo plenilunio di settembre. Spaventata da questa storia, Jenny prova a convincere i genitori della veridicità del racconto di Tyler ma questi, prevedibilmente, non le credono. Notando poi, il giorno dopo, che il cane dei Bass, Bravo, risulta non essere propenso alla presenza di Tyler, Jenny è convinta che sia proprio il ragazzo lo spirito del plenilunio di settembre. La sera successiva, in pieno plenilunio, Jenny rimane chiusa nella sua stanza, mentre i suoi genitori sono nel salotto a giocare con i Bass a bridge, e sente la voce di Tyler dall'esterno della finestra che le chiede di aprirgliela: era davvero lui lo spirito. Jenny si rifiuta e, dopo un po', nota che Bravo è entrato nella stanza scodinzolante, ringraziandola poco dopo per averle aperto la porta, dato che fuori fa freddo.

## Edizioni
- R. L. Stine, La prima notte del lupo mannaro e altri racconti, traduzione di Cristina Scalabrini, collana Piccoli brividi, Arnoldo Mondadori Editore, 1998,  p. 128.